# Renuka Ravindran

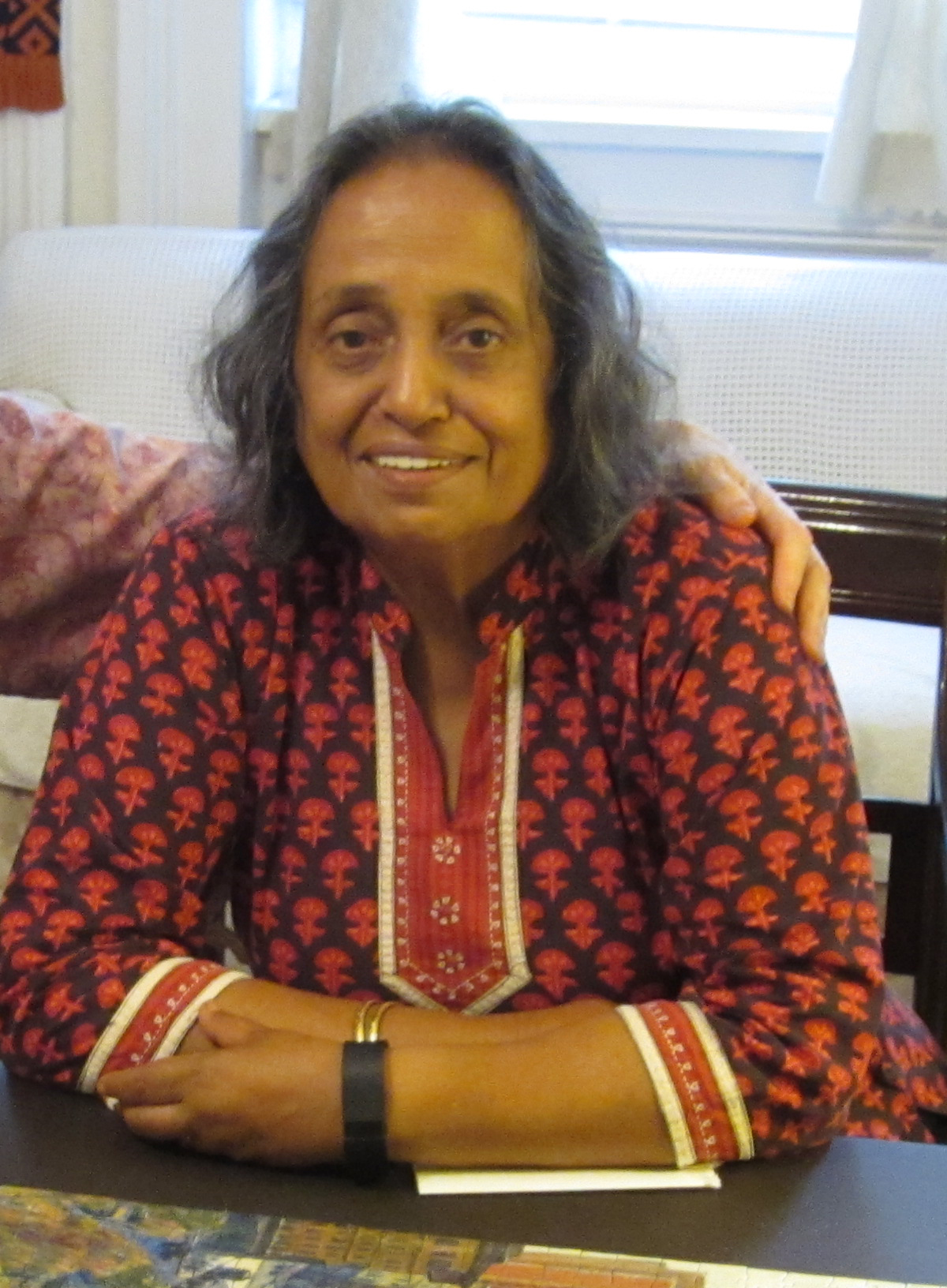
Renuka Ravindran (2015)

Renuka Ravindran (Hindi रेणुका रवींद्रन; * 11. Mai 1943 in Indien) ist eine indische Mathematikerin und Hochschullehrerin. Sie war Professorin am Indian Institute of Science in Bangalore und dort Vorsitzende der Fakultät für Mathematik und die erste Frau, die Dekanin des Indian Institute of Science war.

## Leben und Werk
Ravindran besuchte das Presentation Convent im Stadtteil Vepery in Madras, dem heutigen Chennai. Sie studierte am Womens Christian Colleg, wo sie 1963 den Bachelor-Abschluss erwarb, und dann an der University of Madras, wo sie ihren Master of Science in Mathematik erhielt. 1965 begann sie ihr Promotionsstudium in angewandter Mathematik am Indian Institute of Science (IIS) in Bangalore. Nach ihrer Promotion 1968 wurde sie ermutigt für einen Postdoc-Aufenthalt ins Ausland zu gehen. Sie zog nach Deutschland und studierte Aerodynamik an der RWTH Aachen. Hier erwarb sie 1973 ihren Dr.-Ing. Abschluss.
1967 wurde sie Vorsitzende des Fachbereichs Mathematik und Professorin im Fachbereich Mathematik am Indian Institute of Science. Hier wurde sie auch die erste Dekanin der Fakultät für Naturwissenschaften.
Sie war außerdem Gastprofessorin an mehreren Universitäten im In- und Ausland. Im Rahmen des International Mathematics Programme unterrichtete sie auch an der Technischen Universität Kaiserslautern.
Ravindran unterrichtete am IIS sowohl für Doktoranden im Ingenieurwesen als auch für Forschungsstudenten im Fachbereich Mathematik. Sie unterrichtete im Rahmen des International Mathematics Programme auch an der Universität Kaiserslautern.
Sie hat mehrere Auszeichnungen erhalten, darunter die Borchers-Plakette für den Abschluss eines Studiums mit herausragenden Noten und 1996 die Sofia-Kowalewskaja-Gastprofessur an der Technischen Universität Kaiserslautern. Sie erhielt 1977 und 1992 das Alexander von Humboldt-Stipendium und im Zeitraum von 1971 bis 1973 ein Deutsches Akademisches Austauschstipendium.
2005 ging sie als Dekanin der Fakultät für Naturwissenschaften am IISc in den Ruhestand.
Sie ist Autorin zahlreicher Forschungsarbeiten zur Wellenausbreitung und zum Newtonschem Fluid. Sie hat maßgeblich zur Erstellung von Lehrbüchern beigetragen.

## Veröffentlichungen (Auswahl)
- mit P. Prasad: Partial Differential Equation. ISBN 978-0-85226-722-6.
- mit Jürgen Blatt: Calculation of shocks using solutions of systems of ordinary differential equations. Quart. Appl. Math. 63, 2005, S. 721–746. doi:10.1090/S0033-569X-05-00976-6.
- mit P. Prasad: A Theory of Non-linear Waves in Multi-dimensions: with Special Reference to Surface Water Waves. Ima Journal of Applied Mathematics, 1977. 20. 9–20. 10.1093/imamat/20.1.9.
- mit P.  Prasad: A mathematical analysis of nonlinear waves in a fluid filled visco-elastic tube. Acta Mechanica. 31, 1979, S.  253–280.  doi:10.1007/BF01176853.
- mit T. Ramanathan, P. Prasad: On the propagation of a weak shock front: Theory and application. Acta Mechanica. 51, 1984, S. 167–177. doi:10.1007/BF01177070.
- mit M. Lazarev, P. Prasad: Shock propagation in gas dynamics: Explicit form of higher order compatibility conditions. Acta Mechanica. 126, 1998, S. 139–151. doi:10.1007/BF01172804.
- Two term approximation of a model equation using the new theory of shock dynamics. Applied Mathematics Letters. 12, 1999, S. 1–5. doi:10.1016/S0893-9659(99)00070-15.